# Albert Grundner
Friedrich Gustav Albert Grundner, auch Grundtner (geb. 10. November 1825 in Berlin; gest. 10. September 1889 ebenda) war ein deutscher Fotograf.

## Lebensweg

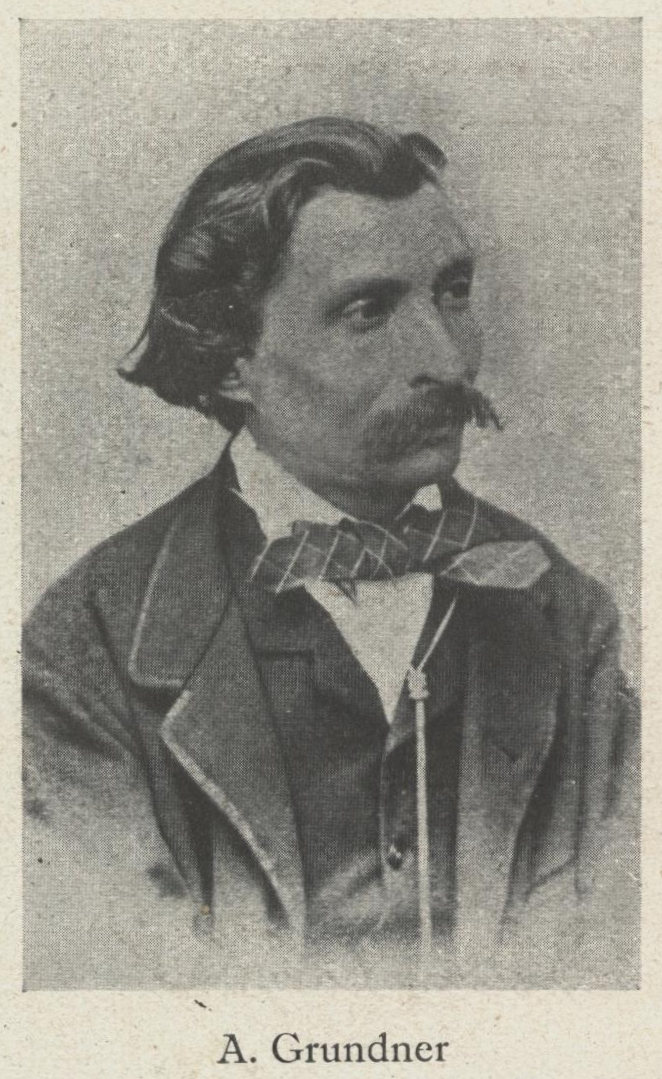
Porträtfoto des Berliner Photographs Albert Grundner (1825–1889)

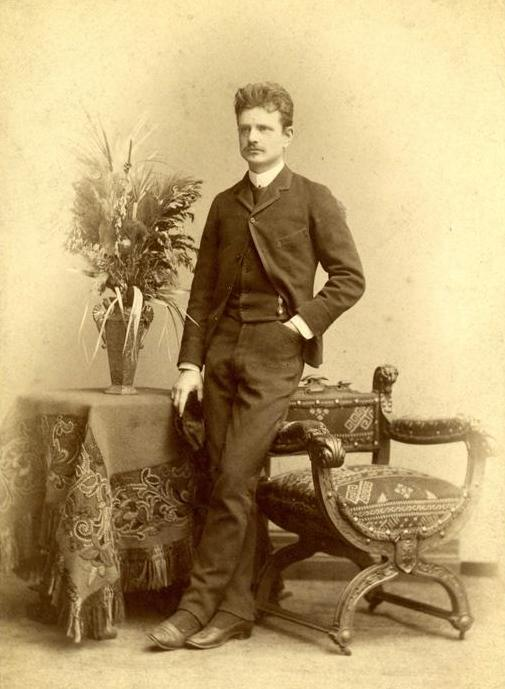
Der finnische Komponist Jean Sibelius in Berlin 1889, Aufnahme von Albert Grundner

Albert Grundner wurde am 10. November 1825 als zweiter Sohn des Raschmachers Johann Ferdinand Grundner und dessen Ehefrau Friederike Charlotte Wegener in Berlin geboren. Er war seit dem 28. Dezember 1851 mit Caroline (geborene Kienitz, 1829–1916) verheiratet. Das Ehepaar hatte drei Söhne, die ebenfalls Fotografen wurden, nämlich Paul (1852–1919), Gustav Adolf Rudolf (1854–1927) und Hugo Hermann Richard Grundner (1858–nach 1889).
Von 1850 bis circa 1853 war Albert Grundner als Gehilfe im Fotoatelier von Rudolph Marowski in Berlin in der Charlottenstraße 62 tätig. Nach etwa vierjähriger Anstellung verließ er dieses Atelier und machte sich im Jahr 1854 als „Daguerreotypist und Photograph“ selbständig. Erstmalig im Jahr 1855 lässt Albert Grundner sich im Berliner Gewerbeverzeichnis unter der Adresse Holzmarktstraße 21 nachweisen. Am Standort Holzmarktstraße 21 arbeitet Grundner bis 1856; dann bot er in Partnerschaft mit dem Kaufmann P. Waldeck unter der Firma Waldeck & Grundner in der Jerusalemer Straße 22 „saubere Daguerreotypien, Photographien und Copien“ an, wie es in einer Werbeanzeige hieß. Der Atelierstandort Jerusalemer Straße 22 lässt sich von 1856 bis 1860 nachweisen. Ab 1861 trennten sich die Wege der beiden Partner. P. Waldeck betrieb unter der Adresse Jerusalemer Straße 22 noch für zwei weitere Jahre seine Firma „Waldeck & Co.“; Grundner zog in sein neues Atelier in die Leipziger Straße 67 um, wo er in der Zeit von 1861 bis Sommer 1862 praktizierte. Seinen Umzug im Sommer 1862 innerhalb der Leipziger Straße vom Haus Nummer 67 ins Haus Nummer 50 gab Grundner auf der Rückseite seiner Fotografien bekannt.
1869 war Albert Grundner eines von 120 Mitgliedern des „Berliner Bezirks-Vereins Deutscher Photographen“.
Vom 1. April 1874 bis zum 30. März 1877 gab es ein Fotoatelier Albert Grundner Unter den Linden 54/55. Für das Jahr 1873 lässt sich unter dieser Adresse noch das „Photographisch-artistisches Institut, Frau E. Vogelsang, Firma: Geschwister Pauly“ (von Emilie Vogelsang, geborene Pauly) nachweisen. Unter derselben Adresse war um 1883 auch das Fotoatelier Reichard & Lindner von Jacob Reichard und Karl Emil August Lindner zu finden.
Im Jahr 1874 fertigte Albert Grundner Porträts verschiedener Schauspieler sowie Aufnahmen von Spielszenen des Meininger Hoftheaters an, das am Berliner Friedrich-Wilhelmstädtischen Theater (heute: Deutsches Theater) gastierte. Diese Aufnahmen erhielt Herzog Georg zu Sachsen-Meiningen, der Grundner daraufhin den Titel seines Hoffotografen verlieh. Am 26. Juli 1875 bat Grundner beim Berliner Polizeipräsidenten um die Erlaubnis, diesen Titel in Berlin zu führen; diese wurde ihm am 12. August 1875 erteilt. Damit war Grundner ab 1875 Hoffotograf des Herzoges zu Sachsen-Meiningen.
Albert Grundner bildete nicht nur seinen Sohn Paul, sondern auch mehrere weitere Personen im Fotografenhandwerk aus. Einer seiner bekanntesten Lehrlinge war der Fotograf Max Petsch (1840–1888), der zwischen 1861 und 1862 bei Grundner in Ausbildung war. Auch der frühere Hutmacher und spätere Hotelier Léon Alfred Vassel (1845–1906) erlernte bei A. Grundner das Fotografenhandwerk und übte es von 1883 bis 1897 an verschiedenen Berliner Standorten aus.
Wenn Albert Grundners Fotografien auch stets der jeweiligen Bildermode entsprachen und weder hinsichtlich ihrer Inszenierung noch hinsichtlich ihrer Bildkomposition etwas Außergewöhnliches boten, so sind sie doch – gemessen an Kriterien wie etwa Kontrastreichtum und Schärfentiefe – handwerklich solide ausgeführt. Seine Kundschaft stammte überwiegend aus Bürgertum und Militär, auch einige Schauspieler waren darunter; hingegen sind nur sehr wenige Prominenten-Porträts von Albert Grundner bekannt.
Am 10. September 1889 verstarb Albert Grundner in Berlin. Sein Familienbetrieb bestand 50 Jahre lang, von 1854 bis 1904, also noch 15 Jahre über seinen Tod hinaus.

## Galerie: Fotorückseiten

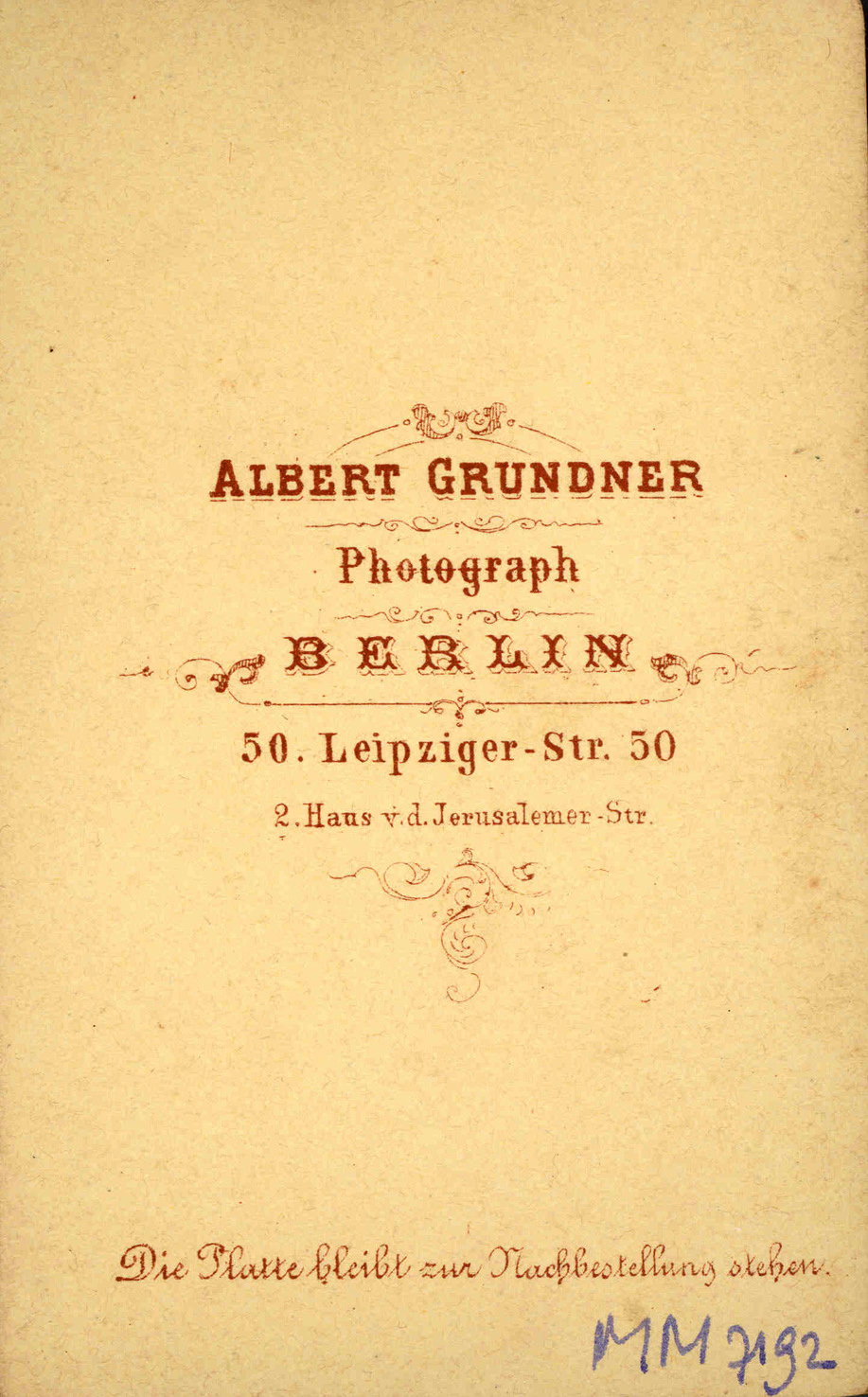
Verso einer Fotografie aus dem Atelier Albert Grundner, Berlin, Leipziger Straße 50
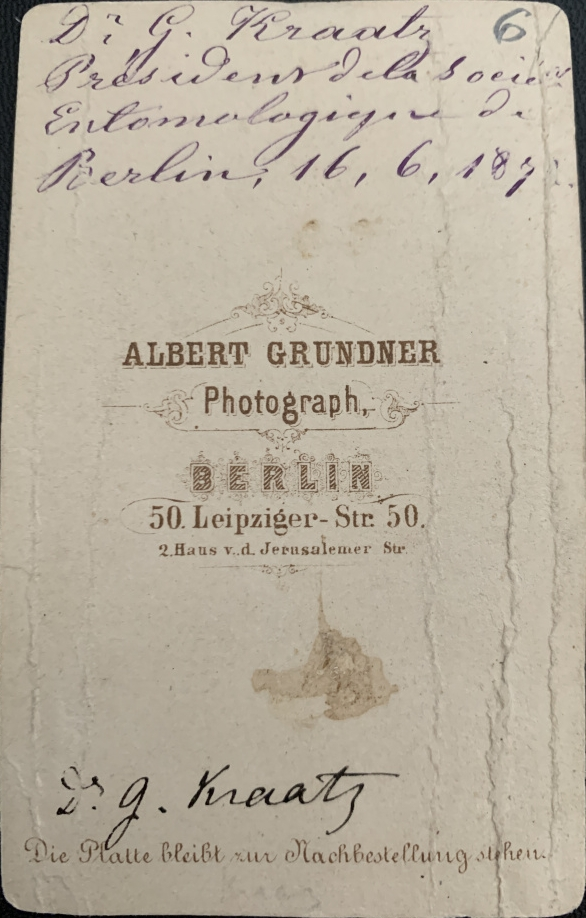
Rückseite eines Porträtfotos von Albert Grundner, ca. 1872
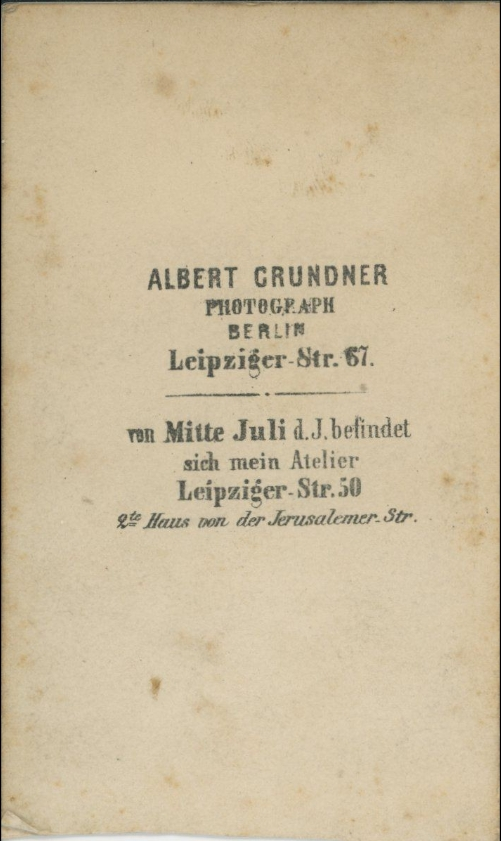
Rückseite einer Fotografie von Albert Grundner mit der Atelier-Adresse Leipziger Str. 67